# SK Union Vršovice

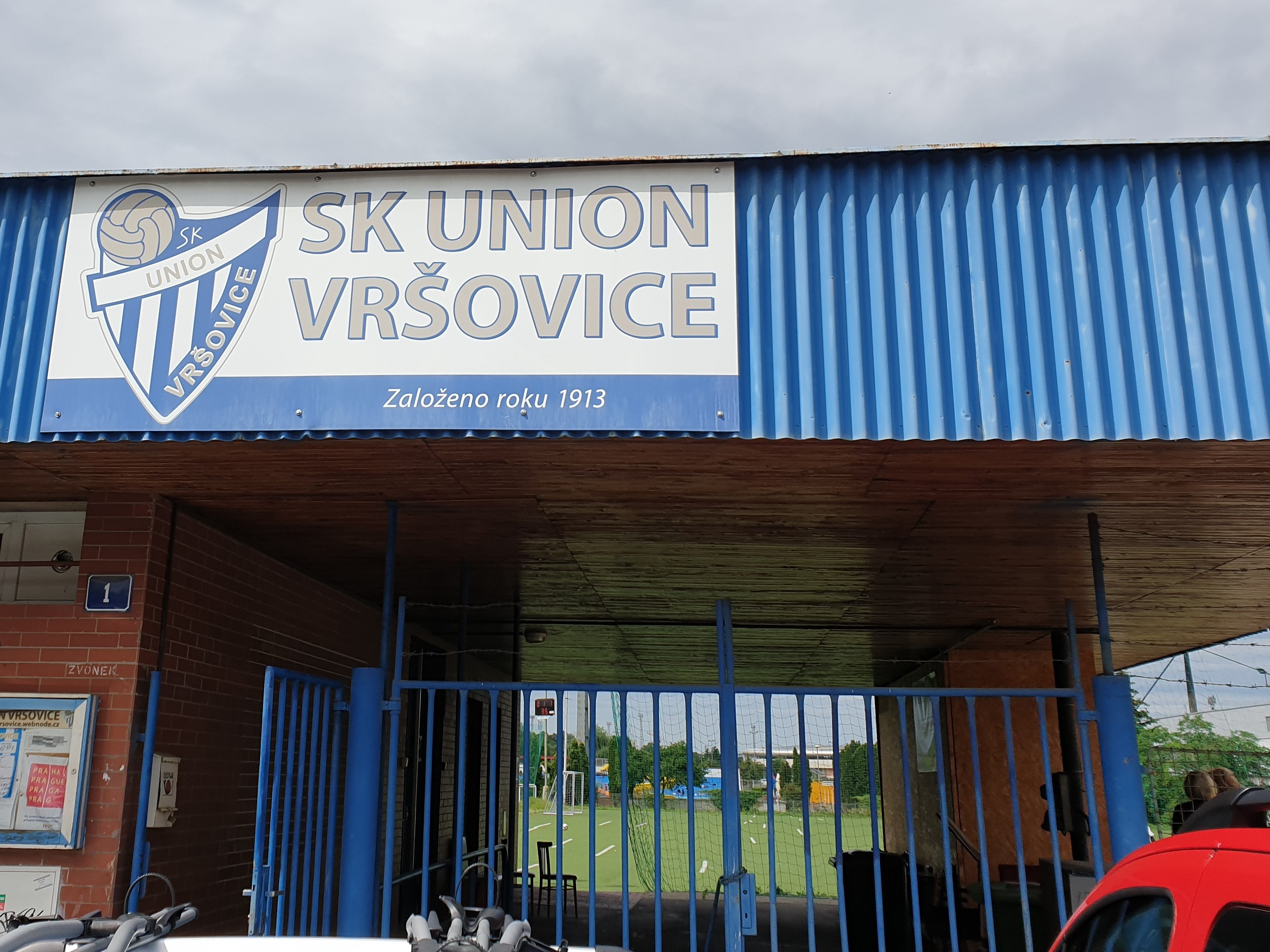
Hřiště SK Union Vršovice

Sportovní klub Union Vršovice je pražský fotbalový klub.
Je jedním z nejstarších klubů ve Vršovicích a - zároveň s Bohemians 1905 - jediný, který se z přibližně deseti klubů zachoval z dob první republiky.
V současnosti již nehraje Pražský přebor, v kterém se mu podařilo v sezoně 2012/13 premiérově zvítězit. Po letech, kdy pendloval mezi Pražským přeborem a I. A třídou, v které hrál v letech 2005 - 2008 a 2011-12, měl tedy Union možnost zahrát si Divizi B. S ohledem na finanční stabilitu klubu však účast ve vyšší soutěži odmítl a nadále hrál Pražský přebor, ve kterém ale v roce 2019 obsadil poslední 16. místo a sestoupil do I. A třídy.

## Historie
Fotbalový klub Union Vršovice byl založen již v roce 1913, ale krátce poté začíná "Velká válka", což znamenalo, že téměř veškeré osazenstvo klubu bylo brzy odesláno na různé válečné fronty, z kterých se po skončení války většina nevrátila. Proto se někdy jako rok založení uvádí rok 1919.
V té době klub hrál své zápasy na svépomocí vybudovaném hřišti na rohu dnešních ulic Vršovické a U Slavie. Z tohoto pozemku byl ale roku 1921 vypovězen a jen s pomocí Občanské záložny Vršovice se klubu podařilo získat podnájem na pozemku u potoka Botič, v místě, kde nyní stojí Ďolíček, na kterém hrají své zápasy hráči Bohemians 1905. Tam vydržel do roku 1929, kdy mu byla opět vypovězena smlouva. V plánu bylo postavit nový stadion pro 18 000 diváků, na kterém má hrát Bohemka, a který je otevřen v roce 1932. Rok 1930 tedy stráví Union v Edenu a od následujícího roku působí na stadionu v blízkosti dnešního soudního areálu Na Míčankách, kde se za první republiky nacházela Roháčova kasárna, ze kterých si sem chodili zahrát i vojáci z 28. pluku. Na tomto stadionu původně hráli právě Bohemians 1905 a již tehdy se říkalo tomuto stadionu Ďolíček, i když ten dnešní je o několik stovek metrů dál. Union tu vydržel do roku 1976, než se přesunul o pár desítek metrů dál k ulici Na Vrších, do těsné blízkosti sportovišť Slavie Praha.
Po poválečná léta Union přesto spíše neexistoval, neboť byl na nátlak shora různě "násilně" slučován s jinými kluby a historickou existenci obnovil až v roce 1992.

## Historické názvy
- SK Union Vršovice (1913-1950)
- Spartak Vršovice ALBA (1950-1953)
- TJ Plynárna Michle (1953-????, začleněn)
- TJ Spartak Kohinoor (????-1969, začleněn)
- TJ Praha Vršovice 1870 (1969-1991, začleněn)
- TJ Sokol Vršovice (1991-1992, začleněn)
- SK Union Vršovice (1992-1995)
- SK Actherm Vršovice (1995-2006)
- SK Union Vršovice (2006-)

## Umístění v jednotlivých sezonách
Stručný přehled
Zdroj: 
- 2004–2008: Pražská I. A třída
- 2008–2011: Pražský přebor
- 2011–2012: Pražská I. A třída
- 2012–2019: Pražský přebor
- 2019–2025: Pražská I. A třída

Jednotlivé ročníky
Zdroj: 
Legenda: Z - zápasy, V - výhry, R - remízy, P - porážky, VG - vstřelené góly, OG - obdržené góly, +/- - rozdíl skóre, B - body, červené podbarvení - sestup, zelené podbarvení - postup, fialové podbarvení - reorganizace, změna skupiny či soutěže
| Československo (1913 – 1938) |                            |        |    |    |    |    |    |    |     |    |        |
| Sezóny                       | Liga                       | Úroveň | Z  | V  | R  | P  | VG | OG | +/- | B  | Pozice |
| ...                          |                            |        |    |    |    |    |    |    |     |    |        |
| Československo (1945 – 1993) |                            |        |    |    |    |    |    |    |     |    |        |
| Sezóny                       | Liga                       | Úroveň | Z  | V  | R  | P  | VG | OG | +/− | B  | Pozice |
| ...                          |                            |        |    |    |    |    |    |    |     |    |        |
| Česko (1993 – )              |                            |        |    |    |    |    |    |    |     |    |        |
| Sezóny                       | Liga                       | Úroveň | Z  | V  | R  | P  | VG | OG | +/− | B  | Pozice |
| ...                          |                            |        |    |    |    |    |    |    |     |    |        |
| 2004/05                      | Pražská I. A třída – sk. B | 6      | 26 | 10 | 5  | 11 | 38 | 39 | -1  | 35 | 6.     |
| 2005/06                      | Pražská I. A třída – sk. B | 6      | 26 | 13 | 5  | 8  | 53 | 40 | 13  | 44 | 4.     |
| 2006/07                      | Pražská I. A třída – sk. B | 6      | 26 | 17 | 3  | 6  | 60 | 35 | 25  | 54 | 2.     |
| 2007/08                      | Pražská I. A třída – sk. B | 6      | 26 | 18 | 6  | 2  | 58 | 19 | 39  | 60 | 1.     |
| 2008/09                      | Pražský přebor             | 5      | 30 | 10 | 7  | 13 | 38 | 46 | -8  | 37 | 11.    |
| 2009/10                      | Pražský přebor             | 5      | 30 | 9  | 8  | 13 | 49 | 51 | -2  | 35 | 12.    |
| 2010/11                      | Pražský přebor             | 5      | 30 | 8  | 9  | 13 | 34 | 51 | -17 | 33 | 15.    |
| 2011/12                      | Pražská I. A třída – sk. B | 6      | 30 | 14 | 3  | 13 | 44 | 39 | 5   | 45 | 1.     |
| 2012/13                      | Pražský přebor             | 5      | 30 | 21 | 3  | 6  | 60 | 25 | 35  | 66 | 1.     |
| 2013/14                      | Pražský přebor             | 5      | 30 | 14 | 3  | 13 | 44 | 39 | 5   | 45 | 6.     |
| 2014/15                      | Pražský přebor             | 5      | 30 | 16 | 10 | 4  | 48 | 25 | 23  | 58 | 3.     |
| 2015/16                      | Pražský přebor             | 5      | 30 | 10 | 6  | 14 | 38 | 38 | 0   | 36 | 13.    |
| 2016/17                      | Pražský přebor             | 5      | 30 | 12 | 7  | 11 | 42 | 45 | -3  | 43 | 8.     |
| 2017/18                      | Pražský přebor             | 5      | 30 | 9  | 11 | 10 | 37 | 46 | -9  | 38 | 10.    |
| 2018/19                      | Pražský přebor             | 5      | 30 | 4  | 4  | 22 | 34 | 76 | -42 | 16 | 16.    |
| 2019/20                      | Pražská I. A třída – sk. B | 6      | 16 | 7  | 2  | 7  | 21 | 31 | -10 | 23 | 8.     |
| 2020/21                      | Pražská I. A třída – sk. B | 6      | 10 | 6  | 1  | 3  | 26 | 19 | -7  | 19 | 4.     |
| 2021/22                      | Pražská I. A třída – sk. B | 6      | 30 | 15 | 2  | 13 | 76 | 64 | +12 | 47 | 8.     |
| 2022/23                      | Pražská I. A třída – sk. B | 6      | 30 | 15 | 5  | 10 | 54 | 35 | +19 | 50 | 5.     |
| 2023/24                      | Pražská I. A třída – sk. B | 6      | 30 | 19 | 5  | 6  | 86 | 34 | +52 | 62 | 3.     |
| 2024/25                      | Pražská I. A třída – sk. B | 6      | 30 | 17 | 5  | 8  | 88 | 47 | +41 | 56 | 1.     |

Poznámky: 
- 2013: po výhře klub odmítl postup
- 2019/20: Sezona nedohrána kvůli pandemii covidu-19.
- 2020/21: Sezona nedohrána kvůli pandemii covidu-19.

### B tým
Stručný přehled
- 2011–2012: Pražská III. třída – sk. B
- 2012–2013: Pražská II. třída – sk. D
- 2013–2015: Pražská I. B třída – sk. B
- 2015–2016: Pražská II. třída – sk. D
- 2016–201: Pražská I. B třída – sk. B

Jednotlivé ročníky
| Česko (1993 – ) |                            |        |    |    |   |    |    |    |     |    |        |
| Sezóny          | Liga                       | Úroveň | Z  | V  | R | P  | VG | OG | +/− | B  | Pozice |
| ...             |                            |        |    |    |   |    |    |    |     |    |        |
| 2011/12         | Pražská III. třída – sk. B | 8      | 18 | 16 | 1 | 1  | 94 | 27 | 67  | 49 | 1.     |
| 2012/13         | Pražská II. třída – sk. D  | 7      | 20 | 14 | 2 | 4  | 59 | 30 | 29  | 44 | 1.     |
| 2013/14         | Pražská I. B třída – sk. B | 6      | 24 | 8  | 6 | 10 | 46 | 43 | 3   | 30 | 9.     |
| 2014/15         | Pražská I. B třída – sk. B | 6      | 26 | 8  | 1 | 17 | 47 | 63 | -16 | 25 | 13.    |
| 2015/16         | Pražská II. třída – sk. D  | 7      | 22 | 16 | 3 | 3  | 93 | 29 | 64  | 51 | 1.     |
| 2016/17         | Pražská I. B třída – sk. B | 6      | 26 | 8  | 5 | 13 | 49 | 59 | -7  | 51 | 11.    |
| 2017/18         | Pražská I. B třída – sk. B | 6      | 26 | 8  | 3 | 15 | 54 | 74 | -20 | 27 | 11.    |
| 2018/19         | Pražská I. B třída – sk. B | 6      | 30 | 8  | 2 | 20 | 51 | 89 | -38 | 19 | 15.    |